# Michala Møller
Michala Elsberg Møller (født 16. februar 2000 i Aalborg) er en kvindelig dansk håndboldspiller, der spiller for Team Esbjerg i Damehåndboldligaen og Danmarks kvindehåndboldlandshold.

## Karriere

### Klubhold
Møller startede ungdomsårene på eliteniveau i EH Aalborg, i årene 2015 til 2018. I 2018 skiftede hun til at spille for Herning-Ikast Håndbolds U/18-hold og ISI Idrætshøjskole i Ikast. Der spillede hun kort inden hun også fik debut for klubbens førstehold i Damehåndboldligaen. Med klubben vandt hun DHF's Landspokalturnering 2019 og sølv i HTH Ligaen 2018-19. Efter år i klubben valgte hun at stoppe i klubben. Hun skrev i januar 2021, hun under på en 2-årig kontrakt med Holstebro Håndbold. Men blot få uger før sæsonstart, i juli 2021, skiftede hun i stedet til topklubben Team Esbjerg og brød dermed kontrakten med Holstebro.

### Landshold
Møller har optrådt adskillige gange på de danske ungdomslandshold. Først deltog hun ved U/17-EM 2017 i Michalovce og året efter ved U/17-VM 2018 i Kielce. Da hun fortsatte på U/19-landsholdet deltog hun ved U/19-EM 2019 i Győr, indtil hendes sidste kamp i november 2019.
Hun blev i december 2021 indlemmet i den danske spillertrup ved VM i håndbold 2021 i Spanien, efter Mia Rej udgik med skade i åbningskamp. Det var til trods for hun ingen A-landskampe havde på CV'et. Ved slutrunden vandt hun bronzemedaljer, med resten af det danske hold.

## Meritter
- Damehåndboldligaen:
  - Sølv: 2019
  - Bronze: 2021
- DHF's Landspokalturnering:
  - Vinder: 2019
  - Sølv: 2011
  - Bronze: 2018
- EHF Cup:
  - Semifinalist: 2019, 2020, 2021

## Eksterne henvinninger
- Michala Møllers profil hos Det Europæiske Håndboldforbund (engelsk)